# James A. A. Pierre

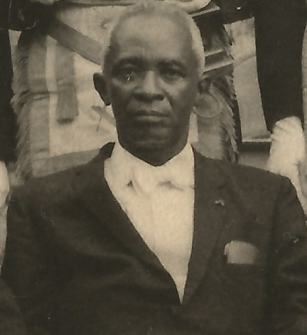
James A. A. Pierre

James Alexander Adolphus Pierre (* 18. Juli 1908 in Hartford, Grand Bassa-County; † 22. April 1980 in Monrovia) war liberianischer Politiker, Richter am Supreme Court of Liberia – laut Verfassung der Oberste Gerichtshof Liberias, er zählte zu der Gruppe von prominenten Mitgliedern der Tolbert-Regierung, die beim Putsch des Samuel K. Doe im April 1980 exekutiert wurden.

## Leben
Der im Grand Bassa County geborene James A. A. Pierre war der Sohn von Dr. Alexander A. Pierre and Serena M. Pierre. Nach dem Schulbesuch erhielt Pierre zunächst eine Lehrstelle in der staatlichen Finanzverwaltung in Monrovia als Steuereinnehmer. Die berufliche Perspektive entsprach nicht seinen Interessen und er beendete die Ausbildung ohne Abschluss. Als für die Bauarbeiten am Freeport Monrovia verschiedene Verwaltungsstellen angeboten wurden, erhielt Pierre eine hochdotierte Stelle bei der bauausführenden US-Firma Raymond Concrete Pile Company. Nach Fertigstellung des Hafens wurden die liberianischen Angestellten entlassen und Pierre begann, seinen Neigungen folgend, eine juristische Laufbahn einzuschlagen, hierzu bewarb er sich beim Distriktrichter des Grand Bassa County, er absolvierte berufsbegleitend die Ausbildung zum Rechtsanwalt. Pierre, der am Cuttington College ausgebildet worden war, machte eine bemerkenswerte juristische Karriere, die mit seiner ersten Anstellung als Verteidiger im Montserrado County begonnen hatte. Nachfolgende Positionen waren:
- Bezirksrichter beim Ersten Gerichtshof von 1952 bis 1956
- Richter am Supreme Court of Liberia von Januar 1956 bis September 1964
- Attorney General – (deutsch: Generalstaatsanwalt) von 1964 bis 1971
- Oberrichter beim Supreme Court of Liberia von April 1974 bis April 1980.

Als Generalstaatsanwalt leitete Pierre grundlegende Reformen im liberianischen Justizwesen ein, die er in enger Zusammenarbeit mit der amerikanischen Cornell University umsetzen konnte.
Pierre wurde zum Vorreiter einer modernen staatlichen Justizverwaltung, er organisierte die regelmäßige Herausgabe eines Staatsanzeigers, um die in Liberia geltenden Gesetze, Vorschriften und Erlasse landesweit publik machen zu können. Die Vorschriften und Zulassungskriterien für Anwälte, Richter und Justizbeamte wurden überarbeitet und verschärft, Pierre konnte durchsetzen, dass die „Louis Arthur Grimes Law School“ als rechtswissenschaftliches Institut der University of Liberia eröffnen werden konnte.
Im Jahr 1971 veranstaltete Liberia eine Konferenz westafrikanischer Justizminister in Monrovia, sie hatte die Gründung eines westafrikanischen ECOWAS-Gerichtshof zur Beilegung regionaler Streitigkeiten zum Ziel.
Als ein Symbol der verhassten Staatsmacht wurde James A. A. Pierre im April 1980 von den Putschisten um Samuel K. Doe gefangen genommen und in einem Standgerichtsverfahren zum Tode verurteilt. Seine Exekution erfolgte am 22. April 1980 durch Erschießung.

## Familie
James A. A. Pierre war dreimal verheiratet und hinterließ bei seinem Ableben zwölf Kinder.

## Ehrungen
Im Januar 2008 gründete der Supreme Court of Liberia von Liberia das „James-A.A.-Pierre-Justizinstitut“ mit dem Ziel, die Ausbildung der Staatsanwälte und des Personals zu reformieren. Im Juni 2008 wurde das Institut von Präsidentin Ellen Johnson Sirleaf mit einer Zeremonie im Tempel der Justiz in Monrovia eingeweiht.